# Église Saint-Philibert des Estables
L'église Saint-Philibert est une église catholique située en France sur la commune des Estables, dans la région Auvergne-Rhône-Alpes.
C'est la plus haute église paroissiale de Haute-Loire, à une altitude de plus de 1 340 mètres.

## Localisation
L'église est située dans le département français de la Haute-Loire, sur la commune des Estables, dans l'ancienne région administrative d'Auvergne.

## Historique
La circonscription ecclésiastique des Estables était un prieuré-cure placé sous la juridiction de l’abbaye Saint-Chaffre du Monastier depuis 1087. À partir de la Révolution, elle fut supervisée par le sacristain de l’abbaye.
Malgré les nombreuses controverses, l'ancienne église paroissiale de style roman a été démolie pour céder la place à l'église actuelle, érigée entre 1904 et 1906 pour répondre à l'augmentation démographique de la commune. Dans les années 1920, grâce aux contributions de plusieurs familles locales, des vitraux créés par le célèbre maître verrier ponot Charles Borie ont été installés dans cet édifice.
En 1986, l'église a bénéficié d'une restauration intérieure menée par le cabinet d'architecture André Saugues.

## Description
L'intérieur est caractérisé par des charpentes de combles qui utilisent très peu de bois, favorisant plutôt des arcs diaphragmes maçonnés. Cette construction reflète la diminution significative des surfaces boisées au XIXe siècle dans le massif du Mézenc, où les pâturages étaient prédominants et les forêts rares.
Les vitraux sont bien préservés grâce à l'utilisation de doubles fenêtres extérieures, une caractéristique architecturale typique dans le massif du Mézenc, qui assure une adaptation efficace aux conditions climatiques locales.

## Protection
L'église a été sélectionnée pour figurer dans le loto du patrimoine 2023 de la mission Stéphane Bern.